# William Levitt
William Jaird Levitt (11 tháng 2 năm 1907 - 28 tháng 1 năm 1994) là nhà phát triển bất động sản và nhà ở tiên phong người Mỹ. Là chủ tịch của Levitt & Sons, ông được nhiều người coi là cha đẻ của vùng ngoại ô Hoa Kỳ hiện đại. Ông được vinh danh là một trong "100 nhân vật ảnh hưởng nhất trên thế giới thế kỷ 20" của tạp chí Time.

## Đầu đời và giáo dục
Levitt sinh năm 1907 trong một gia đình người Do Thái ở Brooklyn. Thế hệ của ông là thế hệ thứ hai kể từ khi di cư từ Nga và Áo; ông bà nội di cư đến Hoa Kỳ là ông ngoại là rabbi từ Nga và bà ngoại từ Áo-Đức.